# Östersjöfinska folkstammar

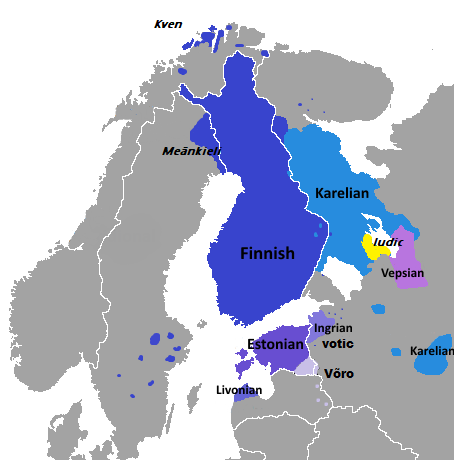
Estniska
Finska
Karelska
Vepsiska
Võro

Östersjöfinska folkstammar är de folkgrupper som sedan forntiden och fram till idag bebor trakterna nordöst om Östersjön. Många östersjöfinska stammar har under historiens lopp förgåtts. Dessa talar östersjöfinska språk, som utgör en gren av den finsk-ugriska språkfamiljen.
Nu existerande östersjöfinska folk är följande:
1. Finnar.
2. Ester.
3. Kareler.
4. Liver.
5. Vepser.
6. Kväner.
7. Ingrer.
8. Voter.